# Миасс II
Миа́сс II — грузовая железнодорожная станция третьего класса Златоустовского региона Южно-Уральской железной дороги, расположенная в городе Миассе Челябинской области.
К станции прилегает посёлок железнодорожников Миасс-2 Миасского городского округа (входит в состав города Миасса).

## История
Станция открыта в 1959 году в ходе строительства железнодорожной линии Миасс I — Учалы. Станция имела грузовое и пассажирское значение.
До 2000-х годов на станции существовало локомотивное депо, которое обслуживало участок Миасс II — Учалы. Закрыто в связи с укрупнением депо Златоуст (ТЧ-1), приписной парк на момент закрытия составлял 14 тепловозов, в том числе и 7 двухсекционных.
Ранее была связана пригородными поездами с Миассом, Златоустом и Учалами и поездом дальнего следования № 607/608 в различных вариациях: Оренбург — Учалы, Учалы — Кумертау, Кумертау — Учалы, Учалы — Стерлитамак, Стерлитамак — Учалы, Учалы — Уфа с городами Республики Башкортостан и Горнозаводской зоны Челябинской области. Летом 2008 года пассажирские поезда были отменены.
В 2006 г. на станции Миасс-I прошла реконструкция поста ЭЦ, в ходе которой внедрена микропроцессорная система EBI-Lock 950, а станция Миасс-II стала третьим (грузовым) парком станции Миасс-I.

## Путевое хозяйство
Станция электрифицирована. В направлении Учалов электрификации нет. На станции 7 путей и 2 тупика.